# 艾曼紐·夏布里耶
亚历克西斯-艾曼紐·夏布里耶（法語：Alexis-Emmanuel Chabrier，法語發音：[ɛmanɥɛl ʃabʁie]；1841年1月18日—1894年9月13日），法國浪漫主义作曲家，钢琴家。
夏布里耶他在巴黎学习法律，然后担任公务员直到39岁。听了瓦格纳的歌剧《特里斯坦与伊索尔德》后，决定放弃公职，全身心投入音乐创作。此后他创作了包括歌剧和管弦乐在内的作品，其中最著名者是管弦乐《西班牙狂想曲》。

## 重要作品
- 《星》（L'étoile，1877年）
- 《如畫小品》（Dix Pièces Pittoresques，10首，1881年）
- 《西班牙》（España, rapsodie pour orchestre，1883年）
- 《關德琳》（Gwendoline，1885年）
- 《哈巴奈拉》（Habanera，1885年）
- 《飛來的王位》（Le roi malgré lui，1887年）
- 《快樂進行曲》（Joyeuse marche，1888年）
- 《田園組曲》（Suite pastorale，1888年）
- 《幻想布列舞曲》（Bourrée Fantasque，1891年）
- 《詼諧圓舞曲》（Scherzo Valse）

## 外部連結
- 《大英百科全书》中的条目：艾曼紐·夏布里耶（英文）
- 互联网档案馆中艾曼紐·夏布里耶的作品或与之相关的作品
- Emmanuel Chabrier的免费乐谱，由国际乐谱典藏计划提供
- Free scores （页面存档备份，存于） at the Mutopia Project